# 小川晶 (政治家)
小川 晶（おがわ あきら、1982年12月21日 - ）は、日本の政治家、弁護士。2024年から群馬県前橋市長を務めている。2011年から2024年までは群馬県議会議員を4期務めた。
小川は1982年に千葉県匝瑳市の米農家の家に生まれた。神戸連続児童殺傷事件で弁護士を志し、中央大学法学部を卒業した後に司法修習生として前橋に移り、前橋で弁護士となった。2011年に民主党公認で群馬県議会議員に初当選し、2024年まで県議を4期務めた。小川は2024年の前橋市長選に立候補し、現職の山本龍を破って女性として初めて前橋市長に当選した。

## 来歴

### 若年期
小川は1982年12月21日に千葉県匝瑳市の米農家の家に3人きょうだいの第2子として生まれた。実父は全国農民会議　共同代表　小川浩。もともとは教員を目指していたが、1997年に起きた神戸連続児童殺傷事件で自分と同い年の少年が逮捕されたことに衝撃を受けて弁護士を志した。2001年に茨城県にある清真学園高等学校・中学校を卒業し、中央大学法学部に進んだ。
小川は24歳の時に司法修習生として前橋に移った。2007年には弁護士登録をして前橋市内の法律事務所で弁護士として勤務を始めた。弁護士としては家庭内暴力の被害者の支援に努めた。しかし、弁護士として出来ることに限界を感じ、法律や条令を作る側である政治家を志すようになった。

### 群馬県議会議員 (2011-2024)
小川は28歳の時に民主党公認で2011年の群馬県議選の前橋選挙区に出馬し初当選した。この選挙では民主党は逆風を受けており、党が公認・推薦を行った新人6人のうち当選したのは小川のみだった。2015年の県議選も民主党公認で当選した。いずれの選挙でも小川は民主党の公認は受けつつポスターに党名は出さず戦った。小川は2016年11月からは民進党群馬県連の政調会長を務めた。
2018年に民進党と希望の党が合流し国民民主党が結成されると、民進党籍だった小川は離党し無所属となった。2019年と2023年の県議選では無所属で出馬しそれぞれ2位と1位で当選した。
2020年に行われた前橋市長選では小川は元前橋市議で無所属の中島資浩を支援した。改正候補者男女均等法が施行された2021年6月には群馬県議会の他の女性議員と共に県議を対象としたハラスメント研修を実施するよう議長に申し入れを行った。

### 前橋市長 (2024-)

#### 市長選
小川は2023年11月に翌年2月に行われる前橋市長選への出馬を表明した。小川は無所属で出馬し、県議選で推薦を受けた立憲民主党や国民民主党、社民党からの推薦は受けず、連合群馬や共産党系の市民団体からの支援を受けた。小川は当初は劣勢が伝えられていたものの、立憲民主党や共産党などの支持層を固め、無党派層や自民の支持層からも支持を得て、自公が推薦する現職の山本龍を破って女性として初めて前橋市長に当選した。
※当日有権者数：273,592人 最終投票率：39.39%（前回比： 3.77pts）
| 候補者名 | 年齢 | 所属党派 | 新旧別 | 得票数   | 得票率 | 推薦・支持                                             |
| -------- | ---- | -------- | ------ | -------- | ------ | ------------------------------------------------------ |
| 小川晶   | 41   | 無所属   | 新     | 60,486票 | 56.60% | （支援）立憲民主党、国民民主党、日本共産党、社会民主党 |
| 山本龍   | 64   | 無所属   | 現     | 46,387票 | 43.40% | （推薦）自由民主党、公明党                             |